# 다바타 하루나
다바타 하루나(일본어: 田畑 晴菜, 2002년 5월 27일 ~ )는 일본의 여자 축구 선수이다.

## 구단 경력
2018년 나데시코 리그의 세레소 오사카 사카이에 입단하였다. 2023년 WE리그의 마이나비 센다이로 이적했다. 2024년 AIK 포트볼로 이적했다.

## 국가대표팀 경력
그녀는 2022년 FIFA U-20 여자 월드컵에 참가할 일본 U-20 국가대표팀에 발탁되었으며, 6경기에 출전, 1득점을 기록했으며 준우승에 기여했다. 2022년 아시안 게임에 참가할 일본 국가대표 B팀에 발탁되었으며, 6경기에 출전, 일본이 우승을 달성하는데 크게 기여하였다.